# Санта-София-а-Виа-Боччеа (титулярная церковь)
Титулярная церковь Санта-София-а-Виа-Боччеа (лат. Titulus Sanctae Sophiae in via Boccea) — титулярная церковь была создана Папой Иоанном Павлом II в 1985 году. Титул принадлежит малой базилике Святой Софии, расположенной в квартале Рима Примовалле, на виа Боччеа.

## Список кардиналов-священников титулярной церкви Санта-София-а-Виа-Боччеа
- Мирослав Иоанн Любачивский — (25 мая 1985 — 14 декабря 2000, до смерти);
- Любомир Ярославович Гузар, M.S.U. — (21 февраля 2001 — 31 мая 2017, до смерти);
- Николай Петрович Бычок, C.SS.R. — (7 декабря 2024 — по настоящее время).